# どれだけ食えスト
『どれだけ食えスト』（どれだけくえスト）とは日本テレビで2009年8月1日から9月26日まで、毎週土曜13:30 - 14:00に放送されていたバラエティ番組である。副題は「食に導かれしものたち」。通称「どれ食えIX」。
この項目では、続編である『どれだけ食えスト2』『どれだけ食えスト3 夢のSMAP対決スペシャル!』も扱う。

## 内容
「食べ物」にまつわる様々な疑問について、出演者が自らの身をもって解き明かしていくバラエティー番組。タイトル同様、ドラゴンクエストをオマージュした構成となっている。曲の大半もドラゴンクエストI～IXまでの楽曲を使用している。
本放送終了後の2009年10月からは北日本放送（水曜25:29 - 25:59）、中京テレビ（金曜24:59 - 25:30）、札幌テレビ（日曜16:25 - 16:55）でもネットされていた。
レギュラー放送終了後の2011年12月10日には『サタデーバリューフィーバー』で『どれだけ食えスト2』が放送された。2012年3月16日には『金曜スーパープライム』で『どれだけ食えスト3 夢のSMAP対決スペシャル!』が放送された。

## 出演者
レギュラー版
- 有吉弘行
- 小島よしお
- 上原美優
- 響
- 羽鳥慎一（日本テレビアナウンサー）

第2弾
- 有吉弘行
- 山崎弘也（アンタッチャブル）
- 柳原可奈子
- 石塚英彦
- クリス松村
- カンニング竹山
- 高嶋ちさ子
- 室井佑月
- 鈴木奈々

第3弾
- 稲垣吾郎（SMAP）
- 香取慎吾（SMAP）
- 羽鳥慎一
- 有吉弘行
- クリス松村
- 濱口優

## エピソード
- 番組内の「有吉が世界中のマクドナルドでハンバーガーを食べる」という企画の放送内容は、『びっくり!新世界地図 世界のスゴイ映像祭り あなたの知らない世界見せますSP3』（2007年9月26日、日本テレビ系列にて放送）のために収録されたVTRを再構成したものとなっている。そのロケは有吉が2週間で17カ国のマクドナルドを訪れるというハードなものであったが、実際のオンエアは5カ国訪問したところを数分流しただけで次回予告と共に終了。さらに番組の低視聴率やほぼ同じ内容の企画[3]が他局で先に放送されることがロケ中に判明したことから、次回の放送の目処が立たなくなりVTRの多くがお蔵入りになってしまっていた[4]。
- 第2弾では美人ニューハーフを探したり、訳あり物件を紹介するなど食べ物以外の企画も放送された。

## スタッフ
第2弾
- 天の声：中田有紀
- ナレーター：真地勇志
- 構成：小野高義、都築浩、町山広美、桜井慎一、高草木靖治
- TW：江村多加司
- SW：米田博之
- CAM：山田祐一
- 音声：三石敏生
- VE：八木一夫
- MIX：大島康彦
- 技術協力：八峯テレビ、麻布プラザ、フォーミュレーション
- 美術協力：日本テレビアート
- デザイン：星野充紀
- 美術P：牧野沙和
- EED：秋田正樹
- MA：青木伸治
- 音効：森山顕仁
- FC：あまこようこ
- CG：安居院一展
- TK：井崎綾子
- 編成：植野浩之、高谷和男
- 調査：佐藤政治
- リサーチ：金田佑馬、高木美嘉、長谷川佳織
- 演出補：丸谷敬典
- デスク：櫛山照美
- 広報：友定絋子
- 演出：花岡圭一郎、長久弦、大熊義紹
- プロデューサー：北條伸樹、上田識喜、大澤宏一郎
- 制作協力：太陽カンパニー、GUTS
- 企画・総合演出・プロデュース：栗原甚
- チーフプロデューサー：竹内尊実
- 製作著作：日本テレビ

レギュラー版
- 企画・総合演出・プロデュース：栗原甚
- プロデューサー：北條伸樹
- チーフプロデューサー：大野彰作
- 制作協力：ホリプロ
- 製作著作：日本テレビ